# Bătălia cu facle a lui Vlad Țepeș (pictură de Theodor Aman)
 Acest articol dezvoltă secțiunea Opera a articolului principal Theodor Aman 
Bătălia cu facle a lui Vlad Țepeș, cunoscută și sub numele de Atacul de noapte, este o pictură realizată de Theodor Aman în anul 1866 la București. Este o compoziție cu tematică istorică care ilustrează o scenă din bătălia pe care domnitorul român a dus-o în 16 - 17 iunie 1462 în apropierea Cetății de Scaun a Țării Românești din acea vreme de la Târgoviște, împotriva oștirii lui Mahomed al II-lea (vezi Conflictul lui Țepeș cu Imperiul Otoman și articolul bătăliei Atacul de noapte). În prezent, pictura se află în colecția Muzeului Theodor Aman din București sub numărul de inventar 121, ea fiind transferată aici încă din anul 1908 de la Pinacoteca Bucureștiului. Lucrarea este semnată și datată în dreapta jos cu roșu Th Aman 1866. Pictura a fost cumpărată de statul român pentru Pinacoteca Bucureștiului pentru suma de 2475 lei în cadrul Expoziției artiștilor în viață din anul 1870. Prețul cerut de Aman a fost de 3000 lei. Prin  adresa  nr.  6404/9 iulie 1870 artistul a fost înștiințat că tabloul i-a fost cumpărat și a fost invitat să-l depună la Pinacotecă și să-și ridice banii cuveniți.

## Descriere
„În partea stângă se disting corturile turcilor lui Mahomed, iar centrul și partea dreaptă sunt ocupate de oștenii călare și îmbrăcați în straie turcești ai lui Țepeș care înaintează în viteză, luându-i prin surprindere pe inamici. În centru este chiar Vlad Țepeș cu sabia întinsă și toată scena este vizibilă datorită faclelor aprinse pe care călăreții le poartă în mâini, facle ale căror flăcări amplifică ideea de mișcare rapidă prin prelingerea lor pe orizontală și îmbracă oștirea lui Țepeș într-un halou strălucitor. Cromatica bazată pe tonalități de brun, roșu și auriu participă la o redare spectaculoasă a luminii nocturne.”—Greta Șuteu: AMAN - PICTORUL, Repertoriul de pictură al Muzeului Theodor Aman... pag. 65

## Expoziții la care a fost prezentă
- 1868 - Expoziția artiștilor în viață de la Sala Atheneului Român, de lângă Parcul Cișmigiu;[3][1]
- din 1908 este expusă în cadrul colecției artistului de la Muzeul Theodor Aman;[1]
- 1951 - Expoziția Armata în plastica românească de la Muzeul Simu;[1]
- 2011 - 23 martie - 29 mai - Expoziția Theodor Aman, pictor și gravor de la Muzeul Național Cotroceni;[1]
- 2012 - 2013 - 13 septembrie 2012 - 13 februarie 2013 - Expoziția Mitul național. Contribuția artelor la definirea identității românești (1830 - 1930), de la Muzeul Național de Artă al României.[1]

## Restaurări
Ultima restaurare a fost realizată în perioada 2004 - 2007 la Laboratorul de restaurare pictură al Muzeului Național de Artă al României de către pictorii restauratori Ioan D. Popa și Simona Predescu.

## Copii
De-a lungul timpului au existat artiști care au făcut copii după lucrarea lui Aman, așa cum a fost Alexandru Fotino, unul din elevii săi. În anul 1873, acesta a făcut mai multe copii după unele din picturile lui Aman, pentru a obține câștiguri materiale, pe care le-a pus în loterii. Copia după Bătălia cu facle a lui Vlad Țepeș a fost vândută la loteria care s-a organizat în 1873 la cancelaria Școlii de Belle Arte din București.